# 甘蔗汁

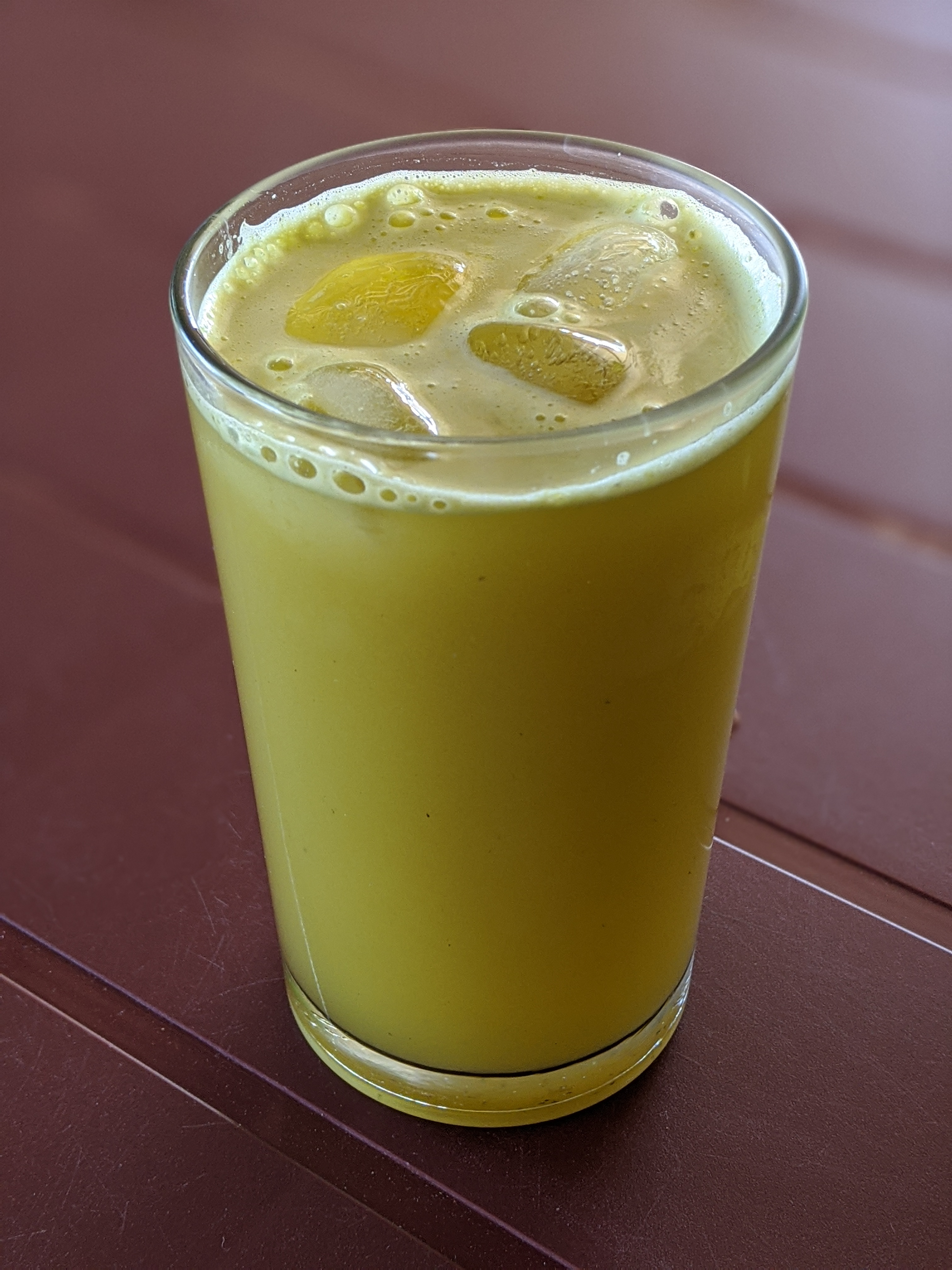
白甘蔗汁

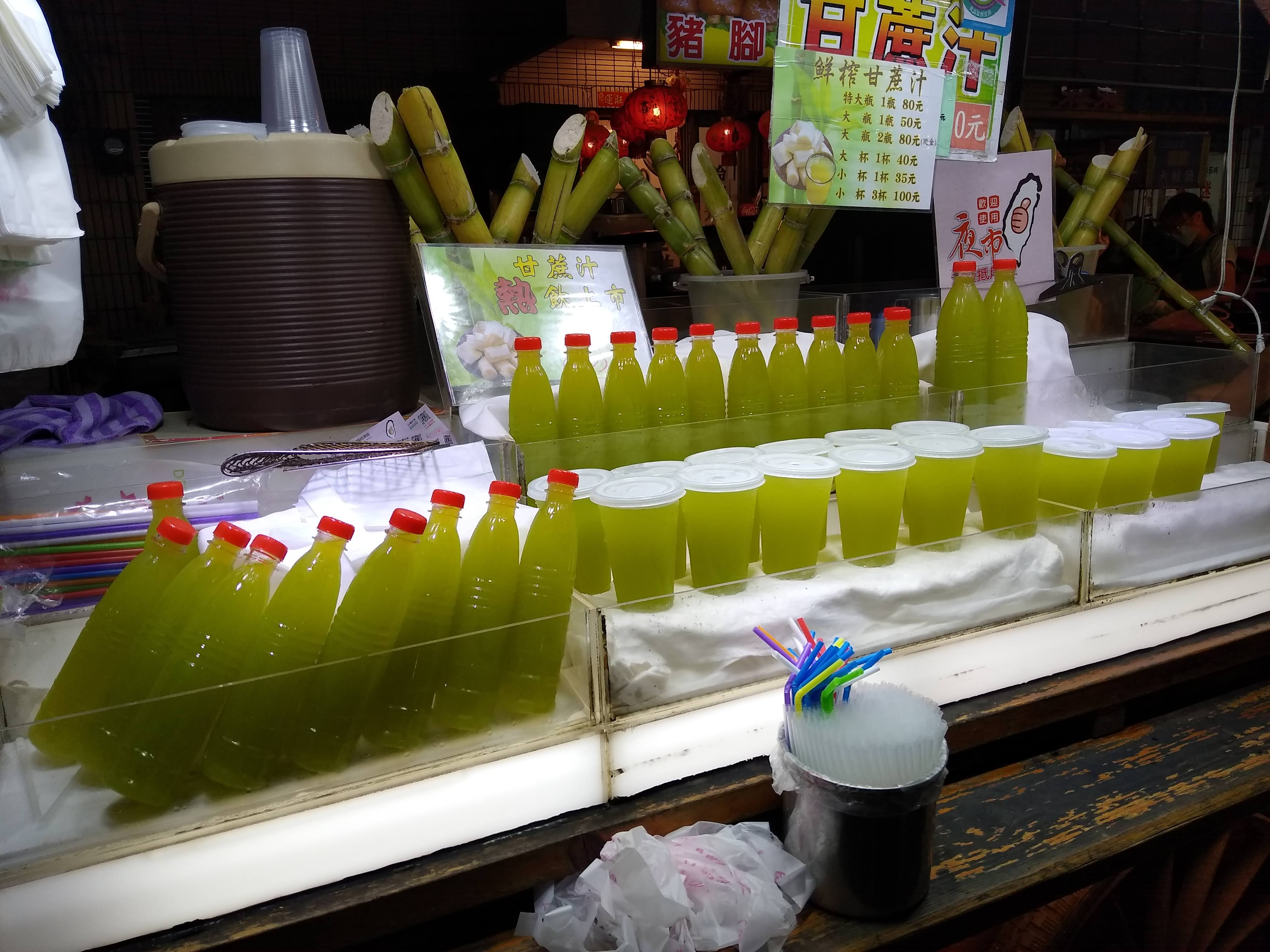
瓶裝白甘蔗汁

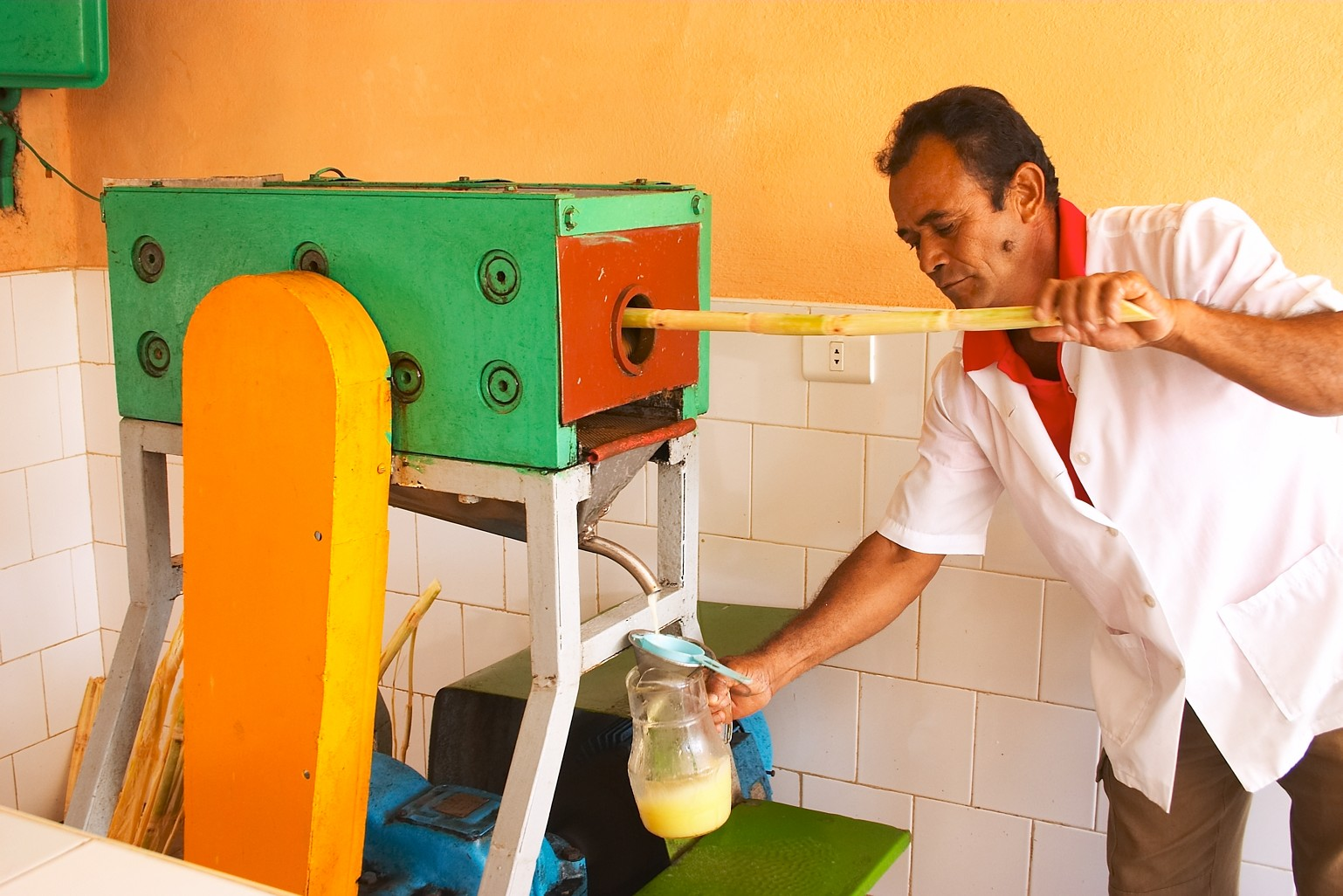
甘蔗榨汁機

甘蔗汁，簡稱蔗汁，是以甘蔗壓榨成汁的飲料，方便不想咀嚼硬甘蔗者直接飲用，原汁原味，最能喝出甘甜滋味，且滋潤美容養顏。甘蔗汁在中國大陆各地路邊攤、臺灣中南部、香港果汁店或涼茶鋪都很常見，包括在新加坡、越南、印度、巴基斯坦等其他亞洲地區也是頗受歡迎的飲品。除了現榨甘蔗汁外，還有瓶裝甘蔗汁，可以貯存較長時間。

### 延伸閱讀
- . Center for Food Safety and Applied Nutrition, US Food and Drug Administration. 25 May 2016  [22 August 2019]. （原始内容存档于22 August 2019）.
- . Center for Food Safety and Applied Nutrition, US Food and Drug Administration. 1 May 2016  [22 August 2019]. （原始内容存档于14 December 2019）.